# سیارک ۱۱۲۴۱
سیارک ۱۱۲۴۱ (به انگلیسی: 11241 Eckhout، نامگذاری:6792P-L) یازده هزار و دویست و چهل و یکمین سیارک کشف شده‌است که در ۲۴ سپتامبر ۱۹۶۰ کشف شد.